# Каннингем, Эндрю Браун
Э́ндрю Бра́ун Ка́ннингем, 1-й виконт Каннингем Хиндхоупский (англ. Andrew Browne Cunningham, 1st Viscount Cunningham of Hyndhope; 7 января 1883, Дублин — 12 июня 1963, Лондон) — британский военно-морской деятель, адмирал флота, прославившийся во время Второй мировой войны как командующий Средиземноморским флотом. Старший брат генерала Алана Каннингема.

## Биография
Каннингем прошёл морскую подготовку на учебном корабле «Британия» (1897—1898). Позже участвовал в англо-бурской войне 1899—1902 годов. С 1911 по 1918 год командовал эсминцем «Скорпион», на котором во время Первой мировой войны принимал участие в морских операциях на Средиземном море.
В 1932 году Каннингем был назначен командиром флотилии эскадренных миноносцев на Средиземном море, в 1937 — исполняющим обязанности командующего британским флотом на Средиземном море (утверждён 6 июня 1939 года). Командуя Средиземноморским флотом, почти три года Каннингем успешно боролся с итальянским флотом, демонстрируя военные и дипломатические способности. Был организатором атаки самолётов авианосца «Илластриес» на главную базу итальянского флота Таранто 11 ноября 1940 года, в результате которой затонул в гавани линкор «Конте ди Кавур», а линкоры «Кайо Дуилио» и новейший «Литторио» получили сильные повреждения. Таким образом Италия потеряла половину своего линейного флота за один вечер. Навязав итальянскому флоту бой при мысе Матапан в марте 1941 года, Каннингем потопил итальянские тяжёлые крейсера «Пола», «Зара» и «Фиуме», а также повредил недавно вступивший в строй линейный корабль «Витторио Венето». Во время операции германских войск по захвату Крита Каннингем предпринял попытку остановить германский конвой с подкреплениями. В ходе боёв за Крит потерял три крейсера и шесть эсминцев.
В апреле 1942 года Каннингем был направлен в Вашингтон для участия в совещании начальников штабов. Во время Мароккано-алжирской операции, а также операции по высадке на Сицилии был военно-морским командующим экспедиционных сил союзников.
В 1943 году, после смерти адмирала Дадли Паунда, Каннингем занял пост Первого морского лорда. В 1946 году вышел в отставку, в 1951 опубликовал мемуары «Морская одиссея».
Лорд-распорядитель на коронации Елизаветы II в 1953 году.
Изображён на британской почтовой марке 1982 года.